# Henri Rang
Henri Rang (n. 8 iunie 1902, Lugoj, Comitatul Caraș-Severin, Austro-Ungaria – d. 25 decembrie 1946) a fost un călăreț român, care a câștigat medalia de argint la Jocurile Olimpice de Vară de la Berlin din anul 1936.
A fost prima medalie de argint românească de la Jocurile Olimpice.

## Biografie
Henri Rang s-a născut la data de 8 iunie 1902. Era originar din orașul Lugoj. Între anii 1932 și 1938, sportivul bănățean cu calul Delfis, a fost medaliat la competițiile ecvestre organizate la Paris, Nisa, Berlin, Varșovia și Londra.
A urmat cursurile Școlii de Ofițeri de Cavalerie din Târgoviște, după care a activat în diferite regimente de cavalerie și în Școala de Ofițeri de Cavalerie, iar după război în Regimentul 1 roșiori din Lugoj.

## Biografie sportivă
Călărețul Henri Rang a participat ca reprezentant al României la Jocurile Olimpice de Vară de la Berlin din anul 1936. La startul întrecerilor ecvestre de sărituri peste obstacole s-au aflat 54 de concurenți din 18 țări. Pentru desemnarea campionului olimpic s-a organizat o întrecere de baraj desfășurată în ultima zi a Jocurilor Olimpice de la Berlin. La data de 16 august 1936, cei doi concurenții aflați la egalitate - germanul Kurt Hasse cu calul Tora și românul Henri Rang cu calul Delfis - au parcurs un nou traseu. Românul Henri Rang s-a clasat pe locul al II-lea, aducând României prima medalie olimpică de argint.
Regretatul profesor Camil Morțun, primul trimis special al unul ziar român la o ediție a Jocurilor Olimpice, relata pentru Gazeta Sporturilor din anul 1936: “... Mărturisesc că în acea clipă am avut o senzație cu totul inedită. Am privit în jurul meu și am avut impresia că fiecare e pătruns de aceeași emoție și căldură care m-a învăluit și pe mine. Că fiecare mă privește cu alți ochi, că nu mai sunt un anonim oarecare. Aceeași senzație au avut-o desigur toți românii aflați aici...” 
După ce Echipei Naționale de Rugby i-a revenit onoarea de a aduce sportului românesc prima medalie olimpică (de bronz) la Jocurile Olimpice de Vară de la Paris din anul 1924, călărețului Henri Rang i-a revenit cinstea de a fi cel dintâi sportiv român medaliat cu argint la Jocurile Olimpice.
În anul 1936, concurând cu echipa hipică a Armatei Române, locotenentul Henri Rang și frumosul său cal Delfis au fost câștigători a numeroase concursuri interne și internaționale din cadrul Ligii Națiunilor. În anul 1937, la concursul de echitație organizat la Londra, cu prilejul încoronării regelui George al VI-lea, călărețul român a câștigat Cupa Challenge de Aur (și titlul de campion mondial militar la înălțime, sărind 2,14 m), în timp ce Trofeul Daily Miror a fost câștigat de un alt călăreț român, Felix Țopescu.
În anul 1937, lt. Henri Rang a primit “Premiul Național pentru Sport”, cea mai înaltă onoare pentru un performer, "pentru faptul că a repurtat în străinătate numeroase succese, iar la Olimpiada de la Berlin din 1936 a făcut să fâlfâie tricolorul românesc pe catargul olimpic, obținând locul al 2-lea și medalia de argint la importanta probă a “Cupei Națiunilor”".

## Decesul
În ziua de 25 decembrie 1946, la vârsta de numai 44 de ani, maiorul Henri Rang a încetat din viață.